# Kaskaskia
Kaskaskia ist ein Ort am Mississippi im Randolph County im Bundesstaat Illinois in den Vereinigten Staaten. Das U.S. Census Bureau hat bei der Volkszählung 2020 eine Einwohnerzahl von 21 ermittelt.
Kaskaskia war die erste Hauptstadt von Illinois, verlor diesen Status jedoch im Jahr 1820 an Vandalia. Die große Überschwemmung im April 1881 zerstörte große Teile der Stadt. Die Flut veränderte das Flussbett des Mississippi von der Westseite der Stadt auf deren Ostseite. Die alte Staatsgrenze blieb jedoch bestehen, so dass Kaskaskia der einzige Ort in Illinois ist, der westlich des Mississippi liegt. Das alte Flussbett ist heute ein Bayou. Die Landfläche von Kaskaskia Island beträgt 0,28 km², die 1993 vom Mississippi erneut fast vollständig überflutet wurde.

## Demografie
Zwischen 1800 und 1820 erreichte Kaskaskia mit rund 7000 Einwohnern die höchste Bevölkerungszahl seiner Geschichte und war die größte Stadt in Illinois. Im Jahr 1950 lebten aufgrund der ständigen Überschwemmungsgefahr nur noch 112 Personen in Kaskaskia und der Bevölkerungsschwund setzte sich fort. Um 1970 gab es nur noch 79 Einwohner und 1980 lebten lediglich 33 Personen im Ort. Der Zensus des Jahres 2000 ermittelte für Kaskaskia 9 Einwohner.

## Geschichte
Als Louis Joliet und Jacques Marquette 1673 den Mississippi erkundeten, trafen sie am Illinois River auf den Stamm der Kaskaskia. Sie wurden freundlich aufgenommen und gründeten dort die Mission Immaculate Conception (Unbefleckte Empfängnis). Die Mission wurde mehrmals verlegt, bis sie schließlich ihren Standort am Zusammenfluss von Kaskaskia River und Mississippi fand. Das Dorf Kaskaskia wurde 1703 von Pater Marest und einigen französischen Pelzhändlern mit ihren indianischen Frauen gegründet. Der Ort, auf fruchtbarem Gebiet im Schwemmland des Mississippi (heute American Bottoms genannt) erbaut, wurde bald zum Zentrum des Pelzhandels und Ackerbaus in der Region. Bei Ausbruch des Franzosen- und Indianerkriegs im Jahr 1756 errichteten die Franzosen Fort Kaskaskia auf dem Garrison Hill. Nachdem Frankreich den Krieg verloren hatte, wurde das Fort von den Einwohnern Kaskaskias zerstört. Erdwälle und Festungsgräben sind in der Fort Kaskaskia State Historic Site zu besichtigen. Um nicht unter britischen Gesetzen leben zu müssen, zogen viele Bewohner Kaskaskias über den Mississippi nach Ste. Genevieve  und St. Louis.
1771 befestigten die Briten ein großes steinernes Gebäude innerhalb der Stadt, das sie Fort Gage nannten. Dieses Bauwerk hatte zuvor den französischen Jesuiten als Mission gedient, bis es die Briten übernahmen und als Kaserne nutzten. Im Amerikanischen Unabhängigkeitskrieg führte George Rogers Clark seine Long Knives (Langmesser) nach Illinois und nahm am 4. Juli 1778 Fort Gage ein, ohne dass ein Schuss fiel. Nach Kriegsende im Jahr 1786 gab es im Ort keine zivilen oder militärischen Sicherheitskräfte mehr und die Region um Kaskaskia wurde von Banditen unter Führung von John Dodge beherrscht. Sie machten Kaskaskia zu ihrem Hauptquartier und terrorisierten die Gegend.
Die Situation beruhigte sich erst, als 1790 Militär einmarschierte. Die US-Armee renovierte das Fort und elf Soldaten der Besatzung schlossen sich 1803 der Lewis-und-Clark-Expedition an. Im Krieg von 1812 diente das Fort als Schutz vor Überfällen der mit den Briten verbündeten Indianer.
1809 wurde Illinois zum Territorium und Kaskaskia zu dessen Hauptstadt erklärt. Schon im Jahr 1820 wurde das zentraler gelegene Vandalia zur Hauptstadt des Staates Illinois. Kaskaskia verlor seine Bedeutung und durch die zunehmende Einwanderung in den Staat entstanden rivalisierende Nachbarstädte. Das größte Problem aber war der Mississippi, dessen große Überschwemmung die Stadt 1844 nahezu zerstörte. Eine weitere große Flut im Jahr 1881 grub ein neues Flussbett, wobei das alte Kaskaskia fast vernichtet wurde. Die meisten seiner überlebenden Bewohner flohen ins Inland oder über den Fluss nach St. Louis. Durch die Flut von 1881 entstand Kaskaskia Island.
Im Jahr 1950 lebten nur noch 112 Menschen in Kaskaskia. Bis 1970 war die Einwohnerzahl auf 79 gesunken, und 1980 ging es weiter bergab auf nur noch 33. Bei der Großen Flut von 1993 stand Kaskaskia bis über zweieinhalb Meter unter Wasser, womit die Dächer der Gebäude erreicht wurden. Im Jahr 2000 war Kaskaskia mit neun Einwohnern fast eine Geisterstadt und die am wenigsten bevölkerte Gemeinde im Bundesstaat Illinois. Im Jahr 2019 leben 14 Menschen im Ort. Es gibt zudem ca. 60 weitere Bewohner, die auf Bauernhöfen in der Umgebung leben.